# Резные каменные шары
Резные каменные шары — артефакты из раскопок на Юританских островах. Чаще всего встречаются в Шотландии, однако были находки также в Англии и Ирландии. Обычно имеют круглую форму (реже овальные) с несколькими выступающими полусферами (от 3 до 160) на поверхности. Наиболее древние относятся к позднему неолиту (датировка основана на том, что они встречаются в контексте «лежачих кромлехов»), самые поздние — к раннему железному веку. На некоторых нанесён довольно сложный резной орнамент.
За пределами Шотландии отдельные экземпляры найдены в Ирландии у города Бэллимена, а также в Англии в Дархеме, Камбрии, Ловике и Брайдингтоне. Самые крупные шары (диаметром 90 мм) происходят из Абердиншира.
К концу 1970-х общее количество найденных каменных шаров составляло 387 штук. Из них больше всего (169) было найдено в Абердиншире. К 1983 г. число возросло до 411 штук.
На абердинширских шарах обнаружены спирали или пластические орнаменты, подобные украшениям на желобковой керамике, характерной керамике позднего неолита, неизвестной на северо-востоке Англии, но распространённой на Оркнейских островах и в Файфе. Резьба на гробнице Ньюгрейндж в Ирландии обнаруживает значительное сходство с резьбой на ряде шаров. Треугольные и крестообразные изображения характерны скорее для шаров железного века, чем для более ранних.

## Галерея

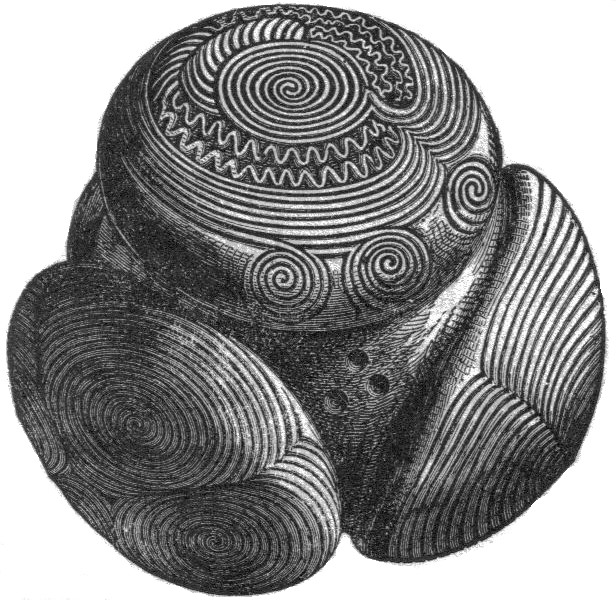
Каменный шар из Тауи (англ.[англ.]) в Абердиншире, датируется около 3200—2500 г. до н. э.
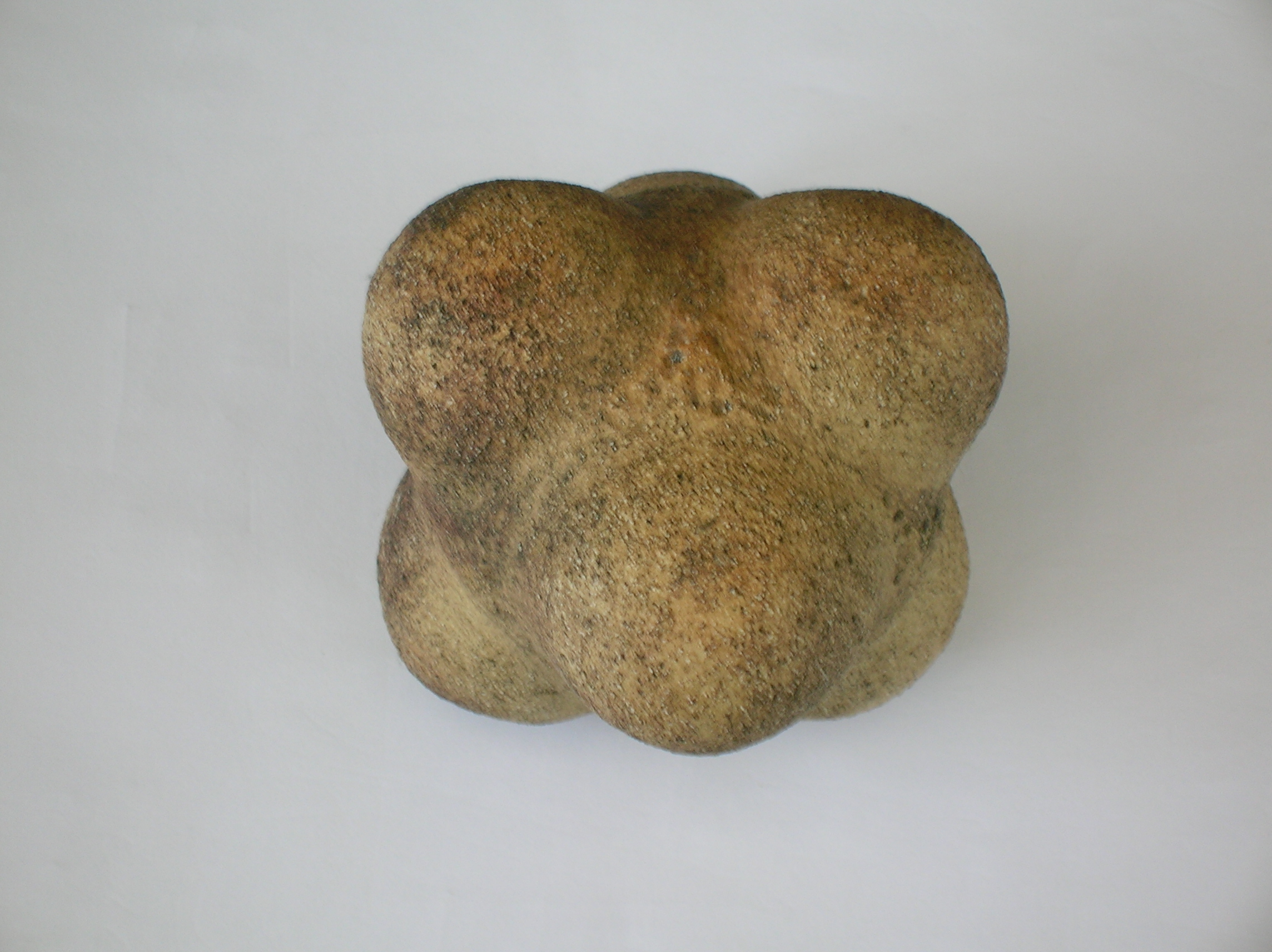
Современная керамическая модель резного каменного шара
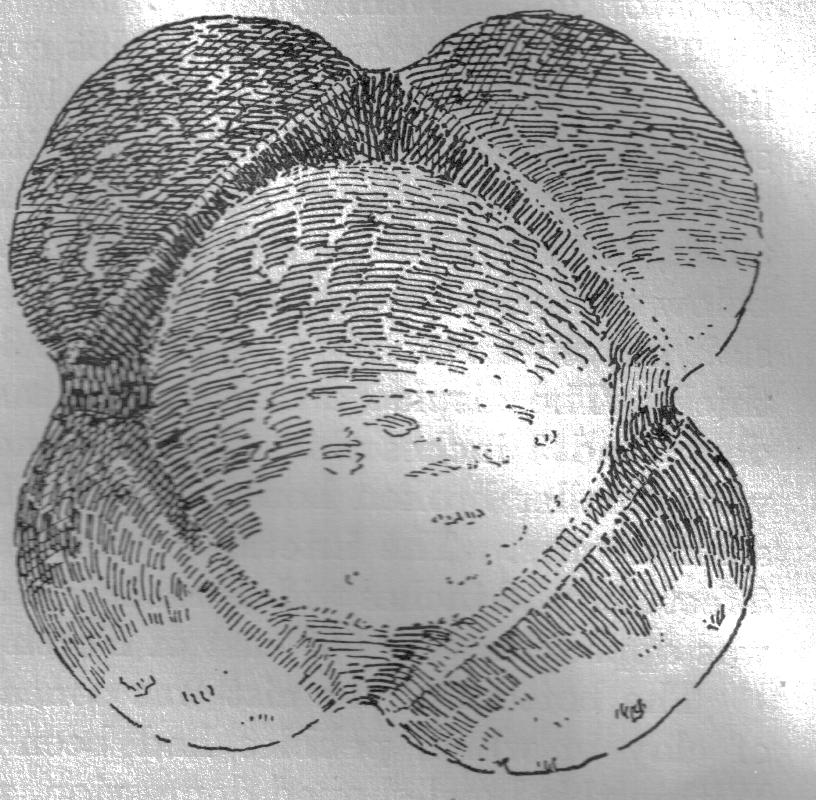
Пример каменного шара с фермы Голспи-Тауэрс, обнаружен в 1933 г.
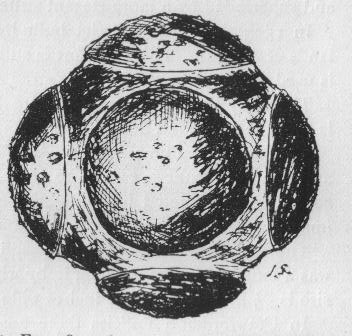
Резной каменный шар из мелкозернистого песчаника, диаметром 6,5 см. На поверхности выгравировано шесть одинаковых круглых слегка выступающих дисков. Обнаружен на ферме Джокс-Торн (Jock’s Thorn)